# 藤川朋樹
藤川 朋樹（ふじかわ ともき、1986年8月15日 - ）は、兵庫県猪名川町出身のサッカー選手、フットサル選手。サッカーのポジションはMF、フットサルのポジションはFP。元フットサル日本代表。Fリーグディビジョン2・デウソン神戸所属。

## 来歴
北陽高等学校を経て大阪体育大学に入学。大阪体育大学サッカー部では総理大臣杯全日本大学サッカートーナメントで優勝した。
2009-10シーズンにはFリーグ オーシャンアリーナカップと全日本フットサル選手権大会(PUMA CUP)で3位となった。2009年にミゲル・ロドリゴがフットサル日本代表新監督に就任すると初めて日本代表に招集され、10月の第3回アジアインドアゲームズ（ベトナム大会）と11月の東アジアフットサル選手権（中国・北京大会）に出場した。2010年にはU-24日本代表候補合宿に参加した。
2011年にはイタリア・セリエCのCOARオルヴィエートに移籍した。
2012年にはCOARオルヴィエートと同じオルヴィエートにあるサッカークラブ、オルヴィエターナ・カルチョに移籍。オルヴィエターナ・カルチョはエッチェッレンツァ（セリエE、セリエAから数えて6番目のリーグ）のクラブである。
2013年8月にはオルヴィエターナからポーランド2部のアルカ・グディニャに移籍。Fリーグに所属していた選手として初めて、プロサッカー選手として欧州プロサッカークラブと契約した。2013年10月13日のドルツァン・ゾンブキ戦でポーランド2部リーグ初出場した。
2013年にはポーランド3部のコンコルディア・エルブロンクに移籍。
2015年にはラトビア1部のBFCダウガフピルスに移籍。2015年シーズンはシーズン途中に退団するまでに13試合出場0得点。

## 所属クラブ
サッカー
- 北陽高等学校
- 2006-2009  大阪体育大学サッカー部

フットサル
- リンドバロッサ京都
- 2009-2010  デウソン神戸（Fリーグ）
- 2010-2011  バサジィ大分（Fリーグ）
- 2011-2012  COARオルヴィエート（セリエC）

サッカー
- 2012-2013  オルヴィエターナ・カルチョ（イタリア6部）
- 2013  アルカ・グディニャ（ポーランド2部）
- 2013-2014  コンコルディア・エルブロンク（ポーランド3部） (pl:Concordia Elbląg)
- 2015  BFCダウガフピルス（ラトビア1部）

フットサル
- 2015-2018  バサジィ大分（Fリーグ）
- 2018-  デウソン神戸（Fリーグ）